# April Winchell
Pour les articles homonymes, voir Winchell.
April Terri Winchell est une actrice et scénariste américaine née le 4 janvier 1960 à New York (État de New York, États-Unis). Elle est principalement active dans le milieu du doublage, et connue pour sa participation à Qui veut la peau de Roger Rabbit (1988).

## Filmographie

### Comme actrice

#### Télévision
- 1972 : Kid Power (série télévisée) : Connie (voix)
- 1992 : Defenders of Dynatron City (téléfilm) : Additional voices (voix)
- 1992 : La Bande à Dingo (Goof Troop) (série télévisée) : Peg Pete (voix)
- 1993-1994 : Bonkers (série télévisée) : Dyl Piquel (voix)
- 1993 : Shnookums and Meat Funny Cartoon Show (série télévisée) : Doris Deer (voix)
- 1993 : Problem Child (série télévisée) : Additional Voices (voix)
- 1993 : Hollyrock-a-Bye Baby (téléfilm) (voix)
- 1993 : A Goof Troop Christmas (téléfilm) : Peg Pete (voix)
- 1994 : Limboland (série télévisée) (voix)
- 1994 : Le Marsupilami (série télévisée) (voix)
- 1996 : Couacs en vrac (Quack Pack) (série télévisée) : Viking / Mayor / Police Officer (voix)
- 1996-1997 : Mighty Ducks (série télévisée) : Tanya (voix)
- 1997-1998 : Les 101 Dalmatiens, la série (101 Dalmatians: The Series) (série télévisée) : Cruella d'Enfer (voix)
- 1997-2001 : La Cour de récré (Recess) (série télévisée) : Miss Muriel P Finster (voix)
- 1997 : Pepper Ann (série télévisée) : Lydia Pearson / Grandma Pearson / Ms. Stark (voix)
- 1999 : The Kids from Room 402 (série télévisée) : Miss Graves (voix)
- 1999-2000 : Mickey Mania (Mickey Mouse Works) (série télévisée) : Clarabelle Cow / Mother Von Drake / Pelican / Additional Voices (voix)
- 2001-2002 : Disney's tous en boîte (House of Mouse) (série télévisée) : Clarabelle Cow / Lydia Pearson / Mother Von Drake / Pelican / Additional Voices (voix)
- 2001 : Galaxie Lloyd (Lloyd in Space) (série télévisée) : Nora Nebulon (voix)
- 2001 : La Légende de Tarzan (The Legend of Tarzan) (série télévisée) : Terk (voix)
- 2002 : Rapsittie Street Kids: Believe in Santa (téléfilm) : Nana (voix)
- 2005 : Kim Possible (Kim Possible: So the Drama) (téléfilm) : Reporter (voix)
- 2018-2021 : La Bande à Picsou (série télévisée) : Le Héron Noir (voix)

#### Cinéma
- 1988 : Qui veut la peau de Roger Rabbit (Who Framed Roger Rabbit) de Robert Zemeckis : Mrs. Herman (Baby's Film Mother) / Baby Herman's film persona (voix)
- 1989 : Bobo Bidon (Tummy Trouble) : Young Baby Herman / Mrs. Herman (voix)
- 1990 : Lapin Looping (Roller Coaster Rabbit) : Young Baby Herman / Mrs. Herman (voix)
- 1992 : Monster in My Pocket: The Big Scream : Helga (voix)
- 1993 : Panique au pique-nique (Trail Mix-Up) : Young Baby Herman / Mrs. Herman (voix)
- 1996 : The Best of Roger Rabbit : Mom / Young Baby Herman (voix)
- 1997 : Mighty Ducks, le film (Mighty Ducks the Movie: The First Face-Off) : Tanya (voix)
- 1998 : Le Monde magique de la Belle et la Bête (Belle's Magical World) (voix)
- 1998 : Pocahontas 2 : Un monde nouveau (Pocahontas II: Journey to a New World) : Additional voices (voix)
- 1998 : Fourmiz (Antz) : Additional Voices (voix)
- 1999 : Mickey, il était une fois Noël (Mickey's Once Upon a Christmas) : Firefighter / Mother (voix)
- 2000 : Alvin and the Chipmunks Meet the Wolfman : Madame Raya (voix)
- 2001 : La Cour de récré : Vive les vacances ! (Recess: School's Out) : Miss Muriel P Finster/Mrs Detweiller (voix)
- 2001 : La Belle et le Clochard 2 : L'Appel de la rue (Lady and the Tramp II: Scamp's Adventure) : Mrs. Mahoney / The Street-Wig Woman (voix)
- 2001 : Mickey, la magie de Noël (Mickey's Magical Christmas: Snowed In at the House of Mouse) : Mother Von Drake
- 2001 : La Cour de récré : Les Vacances de Noël (Recess Christmas: Miracle on Third Street) : Miss Muriel P. Finster
- 2002 : Le Bossu de Notre-Dame 2 : Le Secret de Quasimodo (The Hunchback of Notre Dame II) : Lady DeBurne (voix)
- 2002 : La Légende de Tarzan et Jane (Tarzan & Jane) : Terk (voix)
- 2002 : Mickey, le club des méchants (Mickey's House of Villains) : Clarabelle Cow (voix)
- 2003 : La Cour de récré : Rentrée en classe supérieure (Recess: Taking the Fifth Grade) (vidéo) : Miss Finster
- 2004 : Mickey, Donald, Dingo : Les Trois Mousquetaires (Mickey, Donald, Goofy: The Three Musketeers) : Clarabelle (voix)
- 2004 : Mulan 2 : La Mission de l'Empereur : Addtional Voices (voix)
- 2004 : Mickey, il était deux fois Noël (Mickey's Twice Upon a Christmas) : Additional voices (voix)
- 2005 : Kuzco 2 : King Kronk (Kronk's New Groove) (vidéo) : Hildy / Marge / Tina / Additional Voices (voix)
- 2023 : Il était une fois un studio (Once Upon a Studio) de Dan Abraham et Trent Correy : Clarabelle et la Reine de cœur (voix)